# Championnats du monde d'haltérophilie 2005
Navigation
Édition précédente Édition suivante
Les Championnats du monde d'haltérophilie 2005 se tiennent du 9 au 17 novembre au Qatar.

## Médaillés

### Hommes
| Event       | Or                            | Or        | Argent                       | Argent | Bronze                        | Bronze |
| 56 kg       | 56 kg                         | 56 kg     | 56 kg                        | 56 kg  | 56 kg                         | 56 kg  |
| ----------- | ----------------------------- | --------- | ---------------------------- | ------ | ----------------------------- | ------ |
| Arraché     | Li Zheng Chine                | 127 kg    | Hoàng Anh Tuấn Viêt Nam      | 126 kg | Wang Shin-yuan Taipei chinois | 125 kg |
| Épaulé-Jeté | Wang Shin-yuan Taipei chinois | 156 kg    | Wu Meijin Chine              | 156 kg | Yang Chin-yi Taipei chinois   | 155 kg |
| Total       | Wang Shin-yuan Taipei chinois | 281 kg    | Lee Jong-hoon Corée du Sud   | 280 kg | Hoàng Anh Tuấn Viêt Nam       | 279 kg |
| 62 kg       |                               |           |                              |        |                               |        |
| Arraché     | Zhang Ping Chine              | 145 kg    | Qiu Le Chine                 | 144 kg | Adrian Jigău Roumanie         | 133 kg |
| Épaulé-Jeté | Qiu Le Chine                  | 178 kg    | Zhang Ping Chine             | 170 kg | Adán Rosales Cuba             | 166 kg |
| Total       | Qiu Le Chine                  | 322 kg    | Zhang Ping Chine             | 315 kg | Adrian Jigău Roumanie         | 292 kg |
| 69 kg       |                               |           |                              |        |                               |        |
| Arraché     | Shi Zhiyong Chine             | 160 kg    | Lee Bae-young Corée du Sud   | 152 kg | Vencelas Dabaya France        | 145 kg |
| Épaulé-Jeté | Shi Zhiyong Chine             | 190 kg    | Lee Bae-young Corée du Sud   | 185 kg | Vencelas Dabaya France        | 179 kg |
| Total       | Shi Zhiyong Chine             | 350 kg    | Lee Bae-young Corée du Sud   | 337 kg | Vencelas Dabaya France        | 324 kg |
| 77 kg       |                               |           |                              |        |                               |        |
| Arraché     | Li Hongli Chine               | 165 kg    | Sebastian Dogariu Roumanie   | 163 kg | Nader Sufyan Abbas Qatar      | 160 kg |
| Épaulé-Jeté | Li Hongli Chine               | 196 kg    | Yukio Peter Nauru            | 193 kg | Rene Hoch Allemagne           | 192 kg |
| Total       | Li Hongli Chine               | 361 kg    | Sebastian Dogariu Roumanie   | 353 kg | Nader Sufyan Abbas Qatar      | 351 kg |
| 85 kg       |                               |           |                              |        |                               |        |
| Arraché     | Andrei Rybakou Biélorussie    | 185 kg RM | Oleg Perepetchenov Russie    | 175 kg | Vyacheslav Yershov Kazakhstan | 175 kg |
| Épaulé-Jeté | Ilya Ilyin Kazakhstan         | 216 kg    | Aslanbek Ediev Russie        | 211 kg | Lu Yong Chine                 | 210 kg |
| Total       | Ilya Ilyin Kazakhstan         | 386 kg    | Lu Yong Chine                | 385 kg | Aslanbek Ediev Russie         | 381 kg |
| 94 kg       |                               |           |                              |        |                               |        |
| Arraché     | Nizami Pashayev Azerbaïdjan   | 185 kg    | Mikalai Patotski Biélorussie | 184 kg | Bakhyt Akhmetov Kazakhstan    | 182 kg |
| Épaulé-Jeté | Mukhamat Sozayev Russie       | 221 kg    | Yoandry Hernández Cuba       | 220 kg | Milen Dobrev Bulgarie         | 218 kg |
| Total       | Nizami Pashayev Azerbaïdjan   | 401 kg    | Mukhamat Sozayev Russie      | 398 kg | Milen Dobrev Bulgarie         | 398 kg |
| 105 kg      |                               |           |                              |        |                               |        |
| Arraché     | Dmitri Klokov Russie          | 192 kg    | Alexandru Bratan Moldavie    | 190 kg | Martin Tešovič Slovaquie      | 187 kg |
| Épaulé-Jeté | Dmitri Klokov Russie          | 227 kg    | Ramūnas Vyšniauskas Lituanie | 225 kg | Martin Tešovič Slovaquie      | 225 kg |
| Total       | Dmitri Klokov Russie          | 419 kg    | Alexandru Bratan Moldavie    | 413 kg | Martin Tešovič Slovaquie      | 412 kg |
| +105 kg     |                               |           |                              |        |                               |        |
| Arraché     | Evgeny Chigishev Russie       | 211 kg    | Hossein Reza Zadeh Iran      | 210 kg | Jaber Saeed Salem Qatar       | 201 kg |
| Épaulé-Jeté | Hossein Reza Zadeh Iran       | 251 kg    | Evgeny Chigishev Russie      | 246 kg | Jaber Saeed Salem Qatar       | 245 kg |
| Total       | Hossein Reza Zadeh Iran       | 461 kg    | Evgeny Chigishev Russie      | 457 kg | Jaber Saeed Salem Qatar       | 446 kg |

### Femmes
| Event       | Or                         | Or        | Argent                     | Argent    | Bronze                                    | Bronze |
| 48 kg       | 48 kg                      | 48 kg     | 48 kg                      | 48 kg     | 48 kg                                     | 48 kg  |
| ----------- | -------------------------- | --------- | -------------------------- | --------- | ----------------------------------------- | ------ |
| Arraché     | Wang Mingjuan Chine        | 95 kg     | Pensiri Saelaw Thaïlande   | 88 kg     | Aree Wiratthaworn Thaïlande               | 85 kg  |
| Épaulé-Jeté | Wang Mingjuan Chine        | 118 kg RM | Pensiri Saelaw Thaïlande   | 110 kg    | Hiromi Miyake Japon                       | 110 kg |
| Total       | Wang Mingjuan Chine        | 213 kg RM | Pensiri Saelaw Thaïlande   | 198 kg    | Aree Wiratthaworn Thaïlande               | 193 kg |
| 53 kg       |                            |           |                            |           |                                           |        |
| Arraché     | Junpim Kuntatean Thaïlande | 98 kg     | Li Ping Chine              | 98 kg     | Yuderqui Contreras République dominicaine | 95 kg  |
| Épaulé-Jeté | Li Ping Chine              | 126 kg    | Junpim Kuntatean Thaïlande | 125 kg    | Suda Chaleephay Thaïlande                 | 116 kg |
| Total       | Li Ping Chine              | 224 kg    | Junpim Kuntatean Thaïlande | 223 kg    | Yuderqui Contreras République dominicaine | 211 kg |
| 58 kg       |                            |           |                            |           |                                           |        |
| Arraché     | Gu Wei Chine               | 102 kg    | Wandee Kameaim Thaïlande   | 101 kg    | Marina Shainova Russie                    | 101 kg |
| Épaulé-Jeté | Gu Wei Chine               | 139 kg RM | Wandee Kameaim Thaïlande   | 135 kg    | Marina Shainova Russie                    | 132 kg |
| Total       | Gu Wei Chine               | 241 kg RM | Wandee Kameaim Thaïlande   | 236 kg    | Marina Shainova Russie                    | 233 kg |
| 63 kg       |                            |           |                            |           |                                           |        |
| Arraché     | Pawina Thongsuk Thaïlande  | 116 kg RM | Svetlana Shimkova Russie   | 108 kg    | Liu Xia Chine                             | 105 kg |
| Épaulé-Jeté | Pawina Thongsuk Thaïlande  | 140 kg RM | Svetlana Shimkova Russie   | 139 kg    | Liu Xia Chine                             | 133 kg |
| Total       | Pawina Thongsuk Thaïlande  | 256 kg RM | Svetlana Shimkova Russie   | 247 kg    | Liu Xia Chine                             | 238 kg |
| 69 kg       |                            |           |                            |           |                                           |        |
| Arraché     | Liu Haixia Chine           | 120 kg    | Zarema Kasaeva Russie      | 118 kg    | Olga Kiseleva Russie                      | 110 kg |
| Épaulé-Jeté | Zarema Kasaeva Russie      | 157 kg RM | Liu Haixia Chine           | 154 kg    | Olga Kiseleva Russie                      | 140 kg |
| Total       | Zarema Kasaeva Russie      | 275 kg    | Liu Haixia Chine           | 274 kg    | Olga Kiseleva Russie                      | 250 kg |
| 75 kg       |                            |           |                            |           |                                           |        |
| Arraché     | Natalia Zabolotnaya Russie | 130 kg RM | Liu Chunhong Chine         | 126 kg    | Svetlana Podobedova Russie                | 124 kg |
| Épaulé-Jeté | Liu Chunhong Chine         | 159 kg RM | Svetlana Podobedova Russie | 155 kg    | Natalia Zabolotnaya Russie                | 155 kg |
| Total       | Liu Chunhong Chine         | 285 kg    | Natalia Zabolotnaya Russie | 285 kg RM | Svetlana Podobedova Russie                | 279 kg |
| +75 kg      |                            |           |                            |           |                                           |        |
| Arraché     | Mu Shuangshuang Chine      | 130 kg    | Jang Mi-ran Corée du Sud   | 128 kg    | Olha Korobka Ukraine                      | 127 kg |
| Épaulé-Jeté | Jang Mi-ran Corée du Sud   | 172 kg    | Mu Shuangshuang Chine      | 170 kg    | Cheryl Haworth États-Unis                 | 161 kg |
| Total       | Jang Mi-ran Corée du Sud   | 300 kg    | Mu Shuangshuang Chine      | 300 kg    | Cheryl Haworth États-Unis                 | 287 kg |

## Tableau des médailles
| Rang  | Nation                 | Or | Argent | Bronze | Total |
| ----- | ---------------------- | -- | ------ | ------ | ----- |
| 1     | Chine                  | 7  | 4      | 1      | 12    |
| 2     | Russie                 | 2  | 4      | 4      | 10    |
| 3     | Thaïlande              | 1  | 3      | 1      | 5     |
| 4     | Corée du Sud           | 1  | 2      | 0      | 2     |
| 5     | Azerbaïdjan            | 1  | 0      | 0      | 1     |
| 5     | Taipei chinois         | 1  | 0      | 0      | 1     |
| 5     | Iran                   | 1  | 0      | 0      | 1     |
| 5     | Kazakhstan             | 1  | 0      | 0      | 1     |
| 9     | Roumanie               | 0  | 1      | 1      | 2     |
| 10    | Moldavie               | 0  | 1      | 0      | 1     |
| 11    | Qatar                  | 0  | 0      | 2      | 2     |
| 12    | Bulgarie               | 0  | 0      | 1      | 1     |
| 12    | République dominicaine | 0  | 0      | 1      | 1     |
| 12    | France                 | 0  | 0      | 1      | 1     |
| 12    | Slovaquie              | 0  | 0      | 1      | 1     |
| 12    | États-Unis             | 0  | 0      | 1      | 1     |
| 12    | Viêt Nam               | 0  | 0      | 1      | 1     |
| Total | Total                  | 15 | 15     | 15     | 45    |

| Rang  | Nation                 | Or | Argent | Bronze | Total |
| ----- | ---------------------- | -- | ------ | ------ | ----- |
| 1     | Chine                  | 22 | 11     | 4      | 37    |
| 2     | Russie                 | 8  | 11     | 10     | 29    |
| 3     | Thaïlande              | 4  | 8      | 3      | 15    |
| 4     | Corée du Sud           | 2  | 5      | 0      | 7     |
| 5     | Iran                   | 2  | 1      | 0      | 3     |
| 6     | Taipei chinois         | 2  | 0      | 2      | 4     |
| 6     | Kazakhstan             | 2  | 0      | 2      | 4     |
| 8     | Azerbaïdjan            | 2  | 0      | 0      | 2     |
| 9     | BLR                    | 1  | 1      | 0      | 2     |
| 10    | Roumanie               | 0  | 2      | 2      | 4     |
| 11    | Moldavie               | 0  | 2      | 0      | 2     |
| 12    | Cuba                   | 0  | 1      | 1      | 2     |
| 12    | Viêt Nam               | 0  | 1      | 1      | 2     |
| 14    | Lituanie               | 0  | 1      | 0      | 1     |
| 14    | Nauru                  | 0  | 1      | 0      | 1     |
| 16    | Qatar                  | 0  | 0      | 5      | 5     |
| 17    | France                 | 0  | 0      | 3      | 3     |
| 17    | Slovaquie              | 0  | 0      | 3      | 3     |
| 19    | Bulgarie               | 0  | 0      | 2      | 2     |
| 19    | République dominicaine | 0  | 0      | 2      | 2     |
| 19    | États-Unis             | 0  | 0      | 2      | 2     |
| 22    | Allemagne              | 0  | 0      | 1      | 1     |
| 22    | Japon                  | 0  | 0      | 1      | 1     |
| 22    | Ukraine                | 0  | 0      | 1      | 1     |
| Total | Total                  | 45 | 45     | 45     | 135   |

## Classement des nations
| Rang | Pays     | Points |
| ---- | -------- | ------ |
| 1    | Chine    | 595    |
| 2    | Russie   | 545    |
| 3    | Bulgarie | 314    |
| 4    | Roumanie | 291    |
| 5    | Colombie | 266    |
| 6    | Arménie  | 250    |

| Rang | Pays       | Points |
| ---- | ---------- | ------ |
| 1    | Chine      | 555    |
| 2    | Russie     | 505    |
| 3    | Thaïlande  | 447    |
| 4    | Colombie   | 363    |
| 5    | États-Unis | 309    |
| 6    | Pologne    | 307    |